# Sæbygård (Sæby Sogn)
 For alternative betydninger, se Sæbygård. (Se også artikler, som begynder med Sæbygård)
Sæbygård  er en gammel hovedgård nær den sydøstlige ende af Tissø på Sjælland. Den ligger i Sæby Sogn, Kalundborg Kommune, Løve Herred, Holbæk Amt. Den er kendt tilbage fra 1200-tallet, hvor den siges at have tilhørt Esbern Snare. Den har været hjemsted for Sæbygård Len, der lagde navn til det senere Sæbygård Amt.
En lille kilometer sydvest for gården findes landsbyen Sæby, mens Sæby Kirke findes kun 300 m mod vest.
Sæbygård Gods er på 408 hektar

## Ejere af Sæbygård
- (?-1204) Esbern Snare
- (1370-1379) Albert Pedersen Brok
- (1379-1664) Kronen
- (1664-1682) Henrik Müller
- (1682-1688) Manuel Texeira
- (1688-1708) Johan Fincke
- (1708-1719) Drude Johansdatter Fincke / Sophie Johansdatter Fincke
- (1719-1720) Frederik Christian von Adeler
- (1720-1741) Lars Benzon
- (1741-1761) Niels Benzon
- (1761-1772) Sophie Hedevig Rantzau gift (1) Skeel (2) Levetzau
- (1772-1779) Frederik Sophus Rantzau
- (1779-1785) Arnoldus von Falkenskiold
- (1785-1786) Henrik Bolten
- (1786-1797) Arnoldus von Falkenskiold
- (1797-1799) Joachim Barner Paasche
- (1799-1799) Christian Ditlev Carl Rantzau
- (1799-1806) Haagen Christian Astrup
- (1806-1821) Frederik Hoppe
- (1821-1836) Christian A. Lerche
- (1836-1877) Julius Busch
- (1877-1881) Enke Fru Busch
- (1881-1908) A.E.V. Nygaard
- (1908-1911) Gustav Elias Grüner
- (1911-1913) Thor Gustav Emil Grüner (søn)
- (1913-1961) Mogens Thomas Ludvig Gustav Grüner (fætter)
- (1961-1996) Torben H.W. Dahl
- (1996-) Else W. Lehmann